# Leucoma wiltshirei
Leucoma wiltshirei är en fjärilsart som beskrevs av Collenette 1938. Leucoma wiltshirei ingår i släktet Leucoma och familjen tofsspinnare. Inga underarter finns listade i Catalogue of Life.